# Generalen
Generalen er en dansk animationsfilm fra 1967, der er instrueret af Jannik Hastrup. Filmen er baseret på Janet Charter og Michael Foremans børnebog The General fra 1961.

## Handling
Tegnefilmfabel om den store general Jodpur, der blev den berømteste af generaler, da han hjemsendte alle sine soldater og derved gjorde sit land til det smukkeste og sit folk til det lykkeligste i hele verden.